# Ascogaster strigosa
Ascogaster strigosa är en stekelart som beskrevs av Walker och Trevor Huddleston 1987. Ascogaster strigosa ingår i släktet Ascogaster och familjen bracksteklar. Inga underarter finns listade.